# Puccinellia sibirica
Puccinellia sibirica là một loài thực vật có hoa trong họ Hòa thảo. Loài này được Holmb. miêu tả khoa học đầu tiên năm 1927.